# Storia di Macerata
Generalmente l'origine di Macerata viene fatta risalire alla città romana Helvia Recina, evoluzione di una preesistente città italica forse del III secolo a.C. abitata dai Piceni. I resti del teatro romano del II secolo d.C. sono oggi la testimonianza più importante dell'antica città e testimoniano la prosperità dell'insediamento; nel IV o V secolo le invasioni dei Goti costrinsero la maggior parte dei ricinesi a spostarsi sulle colline dove furono fondati i centri medievali di Macerata e Recanati.
Nel 1320 la decisione di papa Giovanni XII di concedere a Macerata la sede vescovile comportò per la città sia un aumento della popolazione sia un aumento dell'importanza politica grazie alla fedeltà allo Stato Pontificio. Nella seconda metà del XIII sec. quasi ovunque gli ordinamenti comunali si trasformarono in signorie e questo avvenne anche a Macerata, l'esercizio del potere passò nelle mani di un solo individuo rappresentante delle forze borghesi.
Il XVI secolo fu il periodo d'oro della città, la vita cittadina fu caratterizzata da un fiorente livello politico sia a livello economico, furono conclusi i lavori alla cinta muraria e fu ristrutturata la piazza centrale. Il secolo si conclude con una città completamente trasformata sia a livello edilizio che a livello urbanistico in senso stretto e soprattutto la città è in netta espansione. Da ricordare che nel fervore culturale che vide nascere in Italia in questo secolo tante accademie culturali, il 2 luglio 1574 Gerolamo Zoppio - professore di poetica, retorica e filosofia morale nell'Università di Macerata, noto per i suoi studi su Dante e sul Petrarca - fondò l'Accademia dei Catenati.
Nel XVII L'accentramento dei poteri a Roma, provocato dalla bolla papale De Bono Regimine di papa Clemente VIII nel 1592, si fece risentire, a distanza di anni, anche a livello di vicinanza allo Stato Pontificio; all'interno della classe borghese, che negli anni si era rinforzata, stavano attecchendo le prime idee illuministiche che venivano dall'estero, combattute con molta foga dal clero. Il secolo si chiuse con l'arrivo dell'esercito napoleonico, che era sceso in Italia ed aveva occupato anche le Marche; l'evento portò grande entusiasmo tra i borghesi e tra alcuni popolani, perché vedevano concretizzate le loro idee di giustizia e di libertà. Dopo alcuni momenti, vista anche la soppressione degli ordini religiosi e la forte pressione fiscale, l'entusiasmo si trasformò in un forte sentimento di reazione, che nel 1799 sfociò in un duro moto che costrinse le truppe napoleoniche a fuggire dalla città. Queste però tornarono più forti di prima e dopo cinque giorni di battaglia, il 5 luglio, riuscirono a fare una breccia e ad entrare dandosi al saccheggio.
Molti maceratesi presero parte nell'Ottocento alle campagne per l'indipendenza dell'Italia. Il 1º gennaio 1849 la città fu interessata dalla venuta di Giuseppe Garibaldi e della sua legione. Nello stesso mese cominciò la campagna elettorale. I cittadini maceratesi accolsero la pubblicazione dei decreti che sancivano le future elezioni con entusiasmo, votando anche lo stesso Garibaldi che però, con 2069 voti, arrivò solo tredicesimo. Tra l'estate e l'autunno 1859 il movimento liberale maceratese andò rafforzandosi a seguito del tentativo di Garibaldi di annettere l'Italia centrale. Questi fu poi bloccato da Vittorio Emanuele II a causa dell'ostilità dei governi toscano e romagnolo. Comunque durante questo periodo i liberali maceratesi avevano guadagnato molti consensi dai cittadini, a partire dalla nobiltà e dalla borghesia fino alle classi più basse, ai preti e parte dell'arma dei carabinieri. Il 9 ottobre 1860 Vittorio Emanuele II giunse a Macerata accolto da grandi festeggiamenti e dal commissario a capo della città, Luigi Tegas. Le votazioni, riguardanti l'annessione allo Stato liberale o la permanenza nello Stato Pontificio, si svolsero tra il 4 e il 5 novembre di quell'anno. Il voto espresse una pressoché totale aderenza agli ideali del Regno di Sardegna: su 4127 voti totali infatti il 99.44% di essi accolse favorevolmente l'annessione al Regno d'Italia. Essa si realizzò il 17 dicembre 1860, con un decreto firmato a Napoli da Vittorio Emanuele II.
Con l'avvento del fascismo, anche a Macerata, ci furono gravi problemi di ordine pubblico per motivi politici; infatti dopo la marcia su Roma i fascisti anche in città presero il potere e diedero la caccia ai socialisti. Negli anni successivi due podestà moderati (Benignetti e Magnalbò) evitarono gravi atti di intolleranza e promossero opere pubbliche. Macerata venne definitivamente liberata il 30 giugno 1944 per mano di reparti di paracadutisti della Nembo e avanguardie del II° Corpo d’armata polacco, secondo alcune versioni, preceduti di qualche ora dai partigiani delle Bande Nicolò del Comandante Augusto Pantanetti. L'economia torna a girare soprattutto grazie all'agricoltura, al commercio e al terziario vero motore economico della città nel Novecento. Intorno agli anni cinquanta il problema principale fu quello di trovare un tetto per i moltissimi sfollati così si ampliarono diverse zone (le Casette, le Fosse, Ficana e le Vergini) e si crearono nuovi quartieri popolari come: la Pace, le Casermette (cioè San Francesco), il rione Marche e nei decenni successivi le Due Fonti, Collevario e Colleverde. Negli anni ottanta la città tocca il suo massimo picco demografico grazie anche all'edificazione di case popolari a Piediripa, Sforzacosta e Villa Potenza. Nei primi anni novanta come in gran parte d'Italia arriva una ventata d'immigrazione che non porta grande criminalità soprattutto grazie alla buona integrazione.

## Helvia Recina: le origini

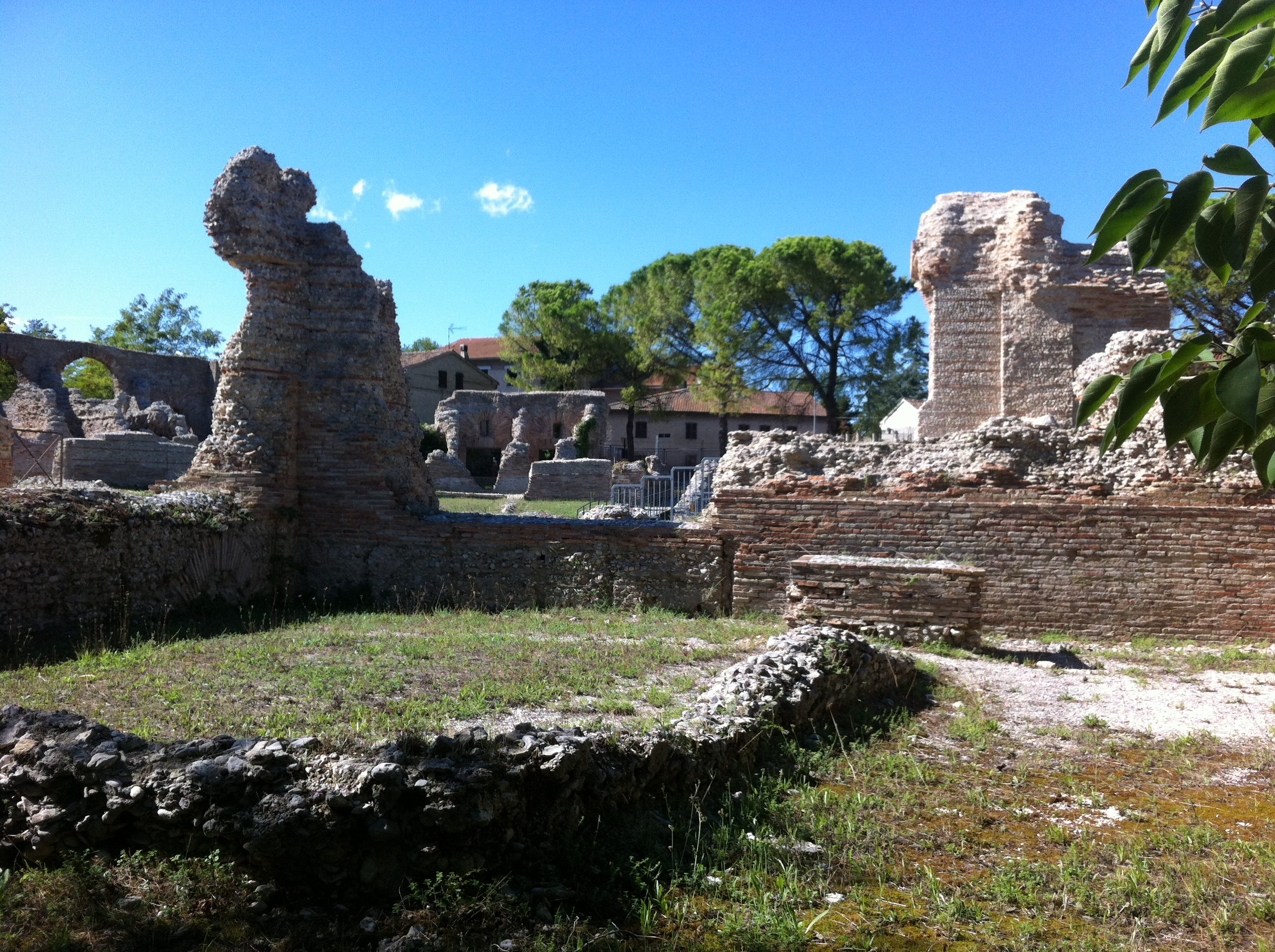
Teatro romano di Helvia Recina nella frazione di Villa Potenza.

Tra il III e il II sec a.C. l'attuale frazione di Villa Potenza fu colonizzata dai Romani, che la denominarono Helvia Recina. L'antica Ricina era situata lungo la via Salaria Gallica. La prima fonte certa che attesta l'esistenza di questa città risale al I secolo d.C. da parte di Plinio il Vecchio; al tempo dell'alto Impero risalgono i monumenti più importanti, il teatro (segno di una città florida e di medie dimensioni) di 72 metri di diametro era a tre ordini di gradinate e poteva ospitare circa 2.000 spettatori, probabilmente era ricoperto di marmi (reimpiegati durante il Medioevo) con capitelli dorici e corinzi. Ancora bene riconoscibili sono: l'orchestra, la cavea e il frontescena in laterizio come prevedeva il teatro romano classico.
L'importanza del municipio di Ricina, che Settimio Severo nel 205 elevò al rango di colonia e ribattezzò col nome di Helvia Recina Pertinax, è testimoniata da un'antica strada lastricata, dal ponte romano sul fiume Potenza e dai resti di ville decorate con mosaici pavimentali. Le invasioni dei Goti del V o VI secolo costrinsero la maggior parte dei ricinesi a trovare rifugio sulle colline; dando origine al centro medievale di Macerata

## Macerata nello Stato Pontificio
Nel 1320, a seguito della partecipazione di Fermo e di Recanati alla lega ghibellina, il papa Giovanni XII tolse alla prima il territorio e alla seconda la sede vescovile, che passò al comune di Macerata. Questa decisione comportò per la città sia un aumento della popolazione, allora inferiore a quelle di Fermo e di Ascoli Piceno, sia un aumento dell'importanza politica grazie alla fedeltà allo Stato Pontificio. Il giovane regime comunale entrò presto in crisi, aprendo la strada alle Signorie; intorno alla metà degli anni venti del secolo la famiglia Molucci, di fede guelfa, divenne signora della città. 

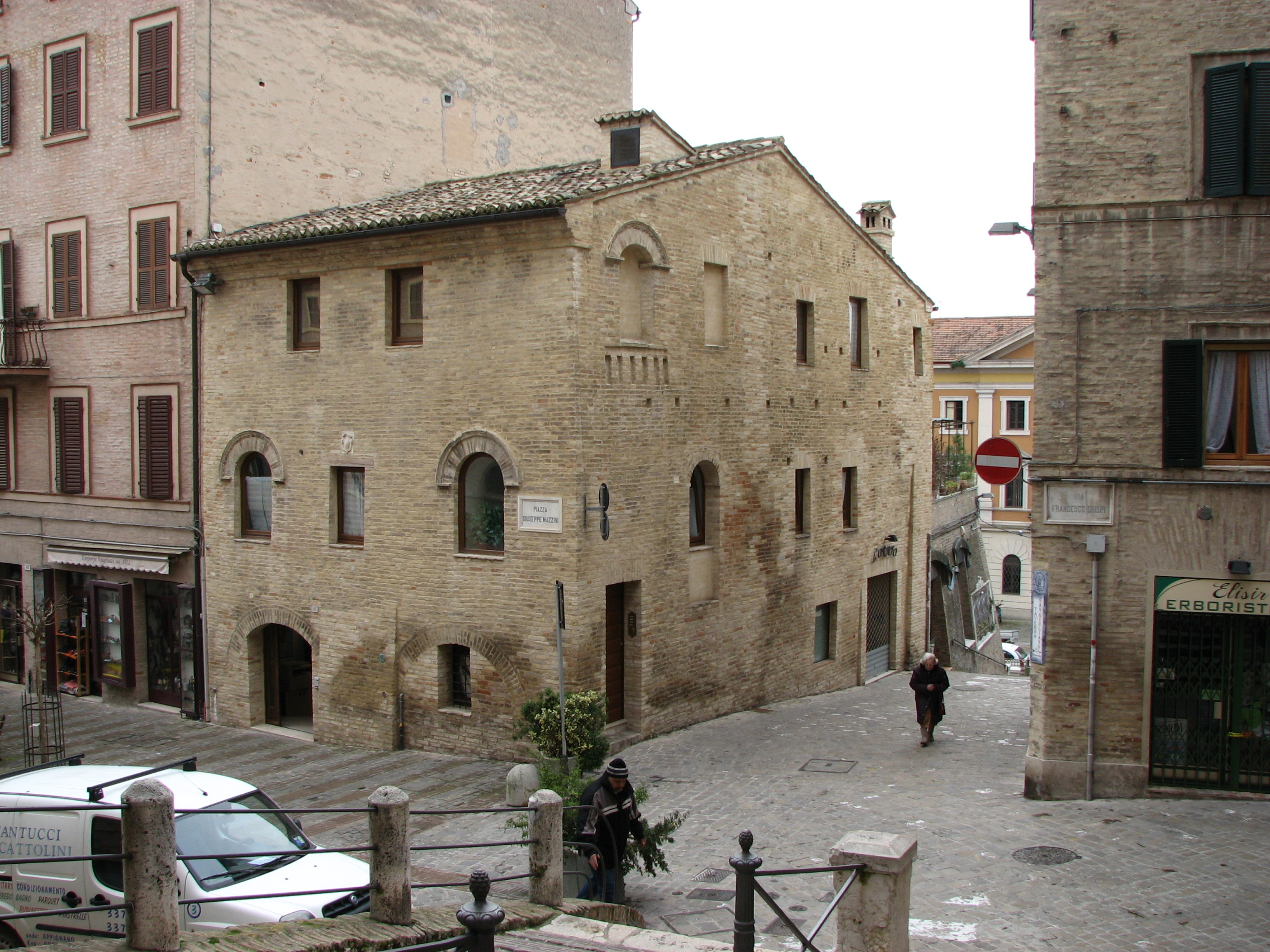
La medievale Casa del Podestà (1373) in Piazza Mazzini

Questa signoria durò fino alla metà del secolo, cioè fino a quando il Papa, dalla sua sede di Avignone, diede mandato al cardinale Egidio Albornoz di riprendere il controllo della Marca anconitana. Successivamente la città passò poi alla signoria dei Da Varano di Camerino, la cui spregiudicatezza nelle alleanze portò non pochi guai alla cittadina, che infatti subì l'assedio del 1377 da parte delle truppe del conte Lucio di Landau, il quale però dovette ritirarsi. Il conte Lucio, infatti, marciò alla volta di Macerata. Giunse alla Porta di San Salvatore (Porta Romana) e vi si accampò; Rinaldo da Monteverde si collocò, invece, fuori Porta Mercato: alla difesa della città c'erano Antonio di Guadambio e Bertrando Loctario con cavalieri bretoni. Gli uomini di Lucio di Landau sfondarono le mura in tre punti: i tedeschi furono sopraffatti e respinti con molte perdite. Lucio di Landau ripiegò verso Fermo.
In questo periodo furono erette diverse chiese ed altre opere importanti per la città: Santa Maria della Porta (anche se la parte più antica risale agli anni 990–1000), che la confraternita dei flagellati imbellì con un portale in stile gotico in cotto, San Francesco (1316), Santa Maria alla Pace (1323), edificata per celebrare la pace tra guelfi e ghibellini, e la casa del podestà (1373), costruita in Piazza del Mercato, l'attuale Piazza Mazzini.

## XV secolo: dall'occupazione sforzesca a capoluogo della Marca Anconitana
Dopo anni di pace e benessere la città, come tutta la zona circostante, fu occupata da Francesco Sforza nel 1433 che le impose la sua Signoria, che terminò con una serie di battaglie, dal 1443 al 1445, che videro contrapposti gli Sforza da una parte e la Lega Santa, (costituita da papa Eugenio IV, dal duca di Milano e dal re di Napoli) dall'altra. Gli amministratori della città abilmente presero la palla al balzo e riuscirono ad ottenere l'istituzione permanente della Corte Generale de lo Rectore de Sancta Chiesa; questo volle dire che Macerata divenne ufficialmente capoluogo della Marca Anconitana con il suo cambiamento da città agricola a città politico-burocratica con grande incremento della popolazione (grande immigrazione di notai, magistrati, soldati ed ecclesiastici).
Questo portò anche a ripensare alle misure difensive; per tale motivo si decise di costruire una cinta muraria a scarpa (cioè inclinata verso l'esterno) che includesse all'interno la zona di Porta Mercato (piazza compresa) e la zona di Porta Montana; in più si decise di creare nuovi torrioni. La città cambiò assetto in pochi anni: a spese del vescovo, il forlivese Nicolò dall'Aste, venne ricostruita la Cattedrale (1459–1464) e furono ristrutturati il già ricordato Palazzo dei Priori e quello della Regione per adibirli a sede del Cardinale Legato.

## XVI secolo: il secolo aureo

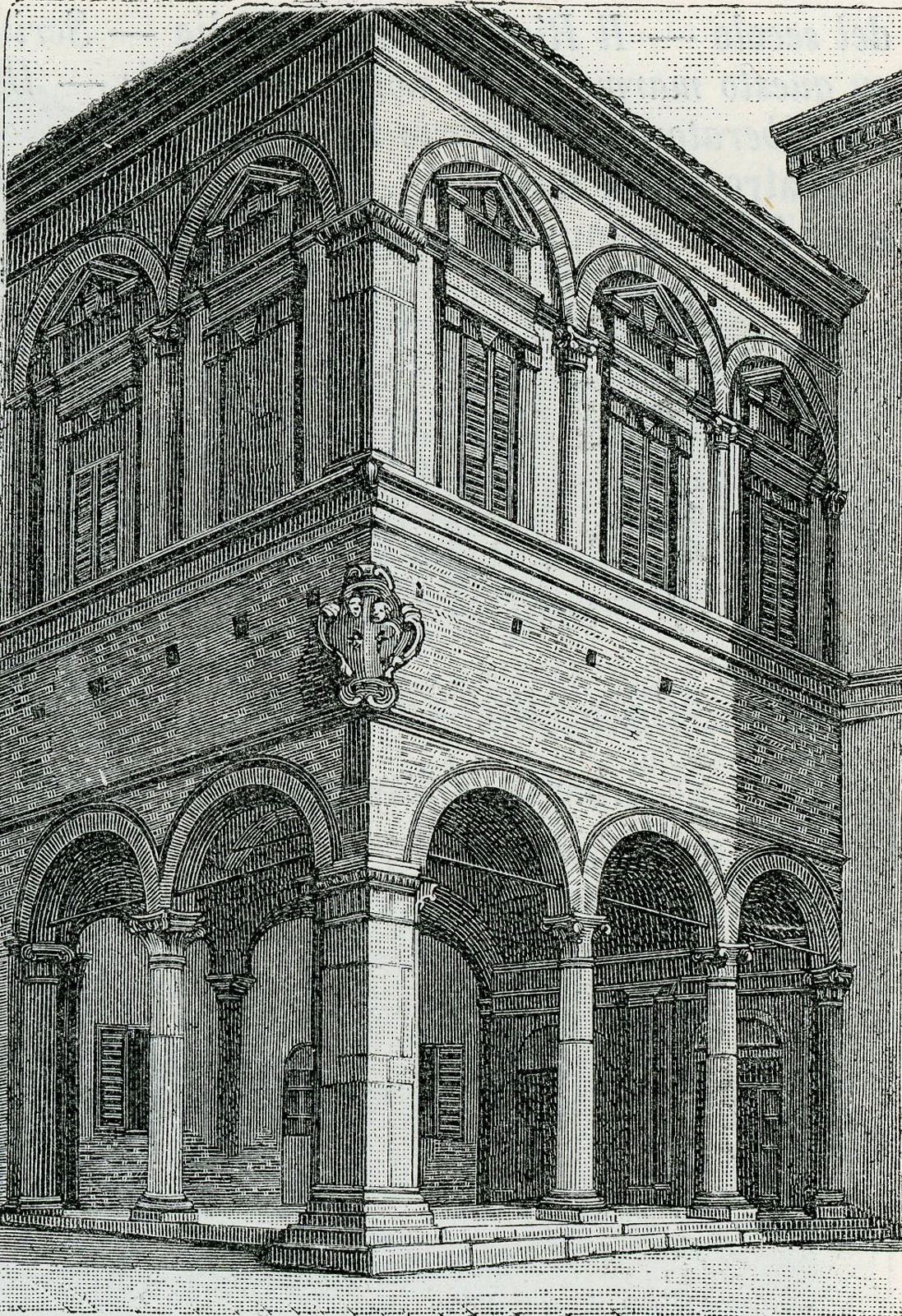
Macerata: Portico dei Mercanti (xilografia).

Questo fu il secolo d'oro per la città. I tali anni la vita cittadina fu caratterizzata da un fiorente livello politico sia a livello economico. Nei primi anni del secolo, a causa del timore di invasione da parte dei Lanzichenecchi e di altre truppe straniere, si decise di concludere i lavori alla cinta muraria con uno splendido esempio di sistema bastionato sangallese, che cingeva sia il Borgo Novo (in epoca moderna diventato Corso Garibaldi) sia il Borgo Vecchio (cioè Via Mozzi), tra Porta Montana e Porta Romana, con la costruzione di vari fortini penetrativi verso l'esterno, che permettevano una migliore difesa-offesa. Sempre in questo periodo si decise di ristrutturare la piazza centrale, ridisegnarono la forma della piazza, che divenne trapezoidale. Tali lavori furono affidati in parte a Cassiano da Fabriano, che realizzò la Loggia dei Mercanti, in parte all'architetto della Santa Casa di Loreto Lattanzio Ventura.
Inoltre furono edificati il Palazzo Legatizio, il Palazzo allo Studio, quest'ultimo nuova sede universitaria (oggi sede del comune), si costruì un nuovo Palazzo comunale e ripresero i lavori per la costruzione della Torre civica, si ricostruì la Strada Grande (poi diventata Via Matteotti) e a fine secolo, vista la mancanza di spazio, si permise la costruzione di abitazioni fuori dalle mura e si ampliò il vecchio Borgo San Giuliano, si cominciò a costruire fuori porta Romana (poi diventata Corso Cavour) e soprattutto si rivitalizzò la zona creata nel secolo precedente per ospitare i malati di peste, cioè Borgo San Giovanni Battista (l'odierna Corso Cairoli). Gli abitanti di quella zona, chiamata fin da allora le casette, erano soprattutto contadini locali ed emigrati albanesi.
L'edilizia privata vive un grande periodo; infatti vengono edificati: Palazzo Floriani (1531–1541), Palazzo Ciccolini (1546–1550), il cosiddetto Palazzo dei Diamanti della famiglia Mozzi (1535), Palazzo Marchetti (1560), Palazzo Mozzi (1570), Palazzo Ciccotto Mozzi (1566). Anche per l'edilizia religiosa furono anni irripetibili con le seguenti costruzioni: la chiesa ed il monastero di Santa Croce (1503), la chiesa di Santa Maria delle Vergini (1550–1577), un'opera di Galasso Alghisi da Carpi, le chiese di San Liberato e San Rocco.
Praticamente il secolo si conclude con una città completamente trasformata sia a livello edilizio che a livello urbanistico in senso stretto e soprattutto la città è in netta espansione.
Da ricordare che nel fervore culturale che vide nascere in Italia in questo secolo tante accademie culturali, il 2 luglio 1574 Gerolamo Zoppio - professore di poetica, retorica e filosofia morale nell'Università di Macerata, noto per i suoi studi su Dante e sul Petrarca - fondò l'Accademia dei Catenati che esiste tuttora. Essa prese il nome dalla cathena d'oro distesa dal cielo in terra che forma il suo stemma. L'Accademia venne istituita per lo studio delle belle lettere, delle arti e per il  ragionare delle scientifiche cose. Di essa hanno fatto parte personalità quali Giovanni Mario Crescimbeni, maceratese, fondatore e custode generale dell'Accademia dell'Arcadia, Torquato Tasso, Terenzio Mamiani, Niccolò Tommaseo, Antonio Rosmini, Massimo D'Azeglio e da ultimo Lino Liviabella, Maria Montessori, Vincenzo Cardarelli, Enrico Medi e Silvio Zavatti. A causa dei rivolgimenti politici e bellici della prima metà del Novecento, l'Accademia cessò per un breve periodo le sue attività, poi riprese negli anni Cinquanta grazie all'impegno di Ferdinando Lori, Mario Moretti e Dante Cecchi.

## XVIII secolo: dalla bollaDe Bono Regiminealla delusione napoleonica

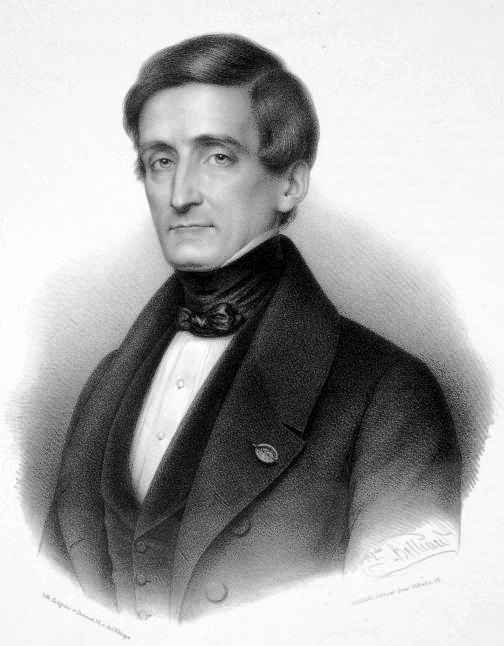
Lauro Rossi, compositore

L'accentramento dei poteri a Roma, provocato dalla bolla papale De Bono Regimine di papa Clemente VIII nel 1592, si fece risentire, a distanza di anni, anche a livello di vicinanza allo Stato Pontificio. All'interno della classe borghese, che negli anni si era rinforzata, stavano attecchendo le prime idee illuministiche che venivano dall'estero, combattute con molta foga dal clero. Tale secolo vide le famiglie nobili, investire in costruzioni di case e ville come ad esempio quella dei conti Bonaccorsi, iniziata nel 1707 e finita nell'arco di 20 anni, Palazzo Asclepi-Salimbeni (1725), quello dei Compagnoni (1736), Palazzo Pellicani (1736) e grazie all'architetto Luigi Vanvitelli si deve Palazzo Torri (1738–1758), sempre di questi anni palazzo Costa (1756) mentre grazie a Giuseppe Valadier si deve Palazzo De Vico (1793) e il primo esempio di costruzione neoclassica a Macerata cioè Palazzo Ugolini (1793). L'edilizia religiosa registrò la nascita della chiesa di San Filippo, totalmente barocca, grazie all'architetto romano Giovan Battista Contini, venne ristrutturato il duomo e costruita San Giorgio (1792–1798). Tra il 1767 e il 1774 viene realizzato all'interno del palazzo comunale, affacciato sulla piazza maggiore, il teatro tardobarocco su pianta a campana, che, nel 1884 verrà intitolato al musicista e compositore maceratese Lauro Rossi (1810–1885); il progetto inviato allo scopo dal rinomato specialista Antonio Galli da Bibbiena venne ridotto alle giuste dimensioni del sito disponibile dall'architetto camerale Cosimo Morelli da Imola. Il secolo si chiuse con l'arrivo dell'esercito napoleonico, che era sceso in Italia ed aveva occupato anche le Marche; l'evento portò grande entusiasmo tra i borghesi e tra alcuni popolani, perché vedevano concretizzate le loro idee di giustizia e di libertà. Dopo alcuni momenti, vista anche la soppressione degli ordini religiosi e la forte pressione fiscale, l'entusiasmo si trasformò in un forte sentimento di reazione, che nel 1799 sfociò in un duro moto che costrinse le truppe napoleoniche a fuggire dalla città. Queste però tornarono più forti di prima e dopo cinque giorni di battaglia, il 5 luglio, riuscirono a fare una breccia e ad entrare dandosi al saccheggio. L'artiglieria francesi provocò gravi danni a Porta Romana, per cui nella seconda metà dell'Ottocento si decise di sostituire la porta, prima con i due palazzetti neoclassici laterali e poi con una cancellata in ghisa; da quel giorno la zona fu chiamata i cancelli

## Macerata nel Risorgimento
Nel maggio del 1815 Macerata vide lo sbandamento delle truppe di Gioacchino Murat, battute dagli austriaci nella battaglia di Tolentino. Ci fu poi a Macerata nel giugno 1817 il primo atto patriottico di stampo carbonaro avvenuto in Italia dopo lo sbarco a Pizzo di Murat, il quale però non combatté per l'Italia. Prima ancora dell'emergere di figure come quelle di Mazzini, Garibaldi e Cavour, a Macerata già sorgeva l'idea di un'Italia unita. Dopo la restaurazione dello Stato Pontificio, il Papa Pio VII aveva concesso l'amnistia ai veterani napoleonici e a coloro che avevano combattuto al fianco di Murat ma questi rimasero comunque insofferenti al nuovo regime.

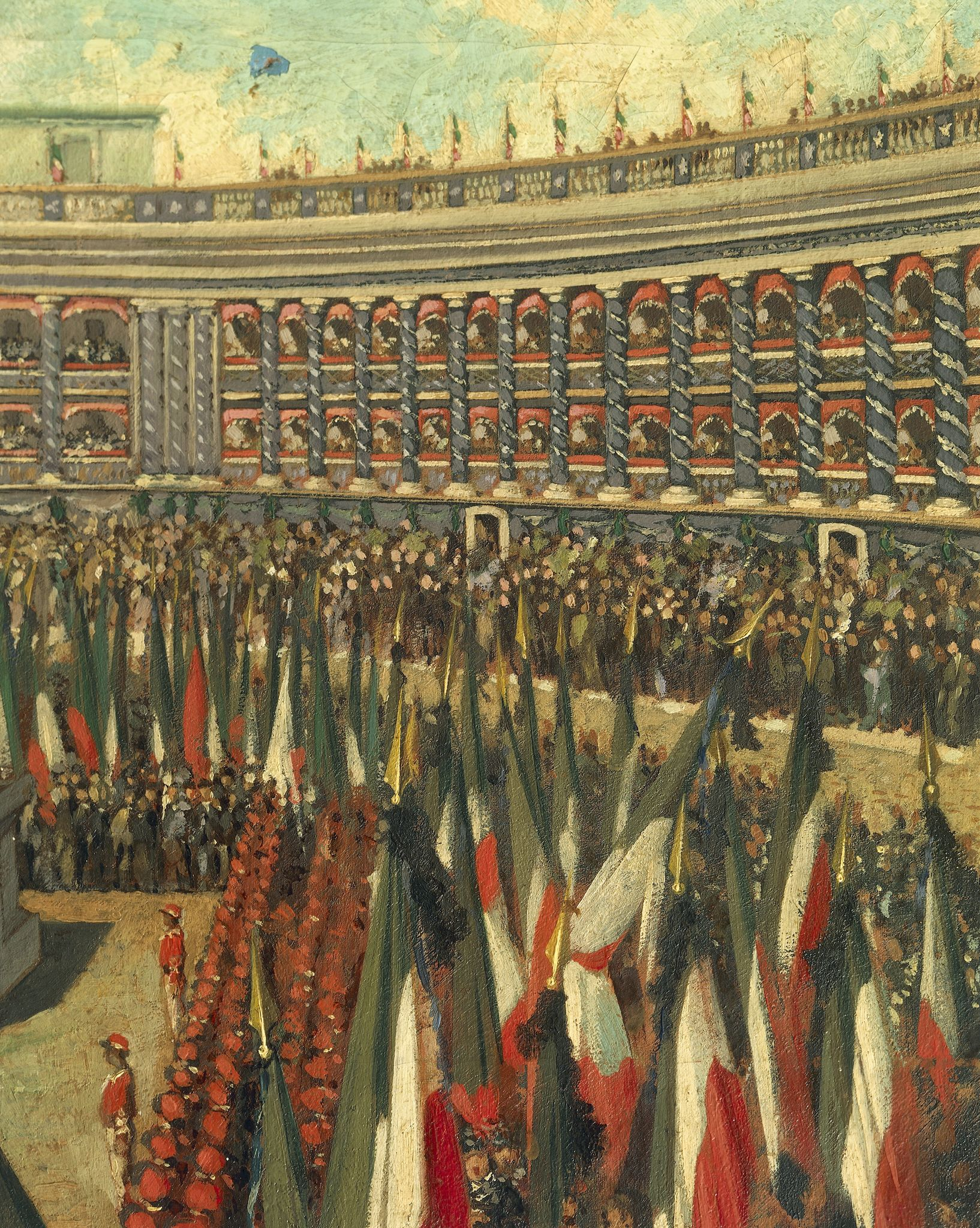
Celebrazione in onore di Giuseppe Garibaldi organizzata all'interno dell'arena Sferisterio

Verso la fine del 1816 erano iniziati a circolare i propositi per un'insurrezione con gli affiliati delle "vendite" di Fermo e Macerata e il Centro Guelfo di Bologna. Nel 1817 queste trattative si erano intensificate a causa di una grave malattia che aveva colpito il Pontefice e che presagiva la sua morte imminente. Quindi la notte del 23 giugno alcuni congiurati con a capo Luigi Carletti si radunarono nel Convento dei Barnabiti in attesa dell'arrivo dei ribelli dai paesi limitrofi, mentre altri due rivoltosi furono inviati davanti al monastero delle Vergini e a quello di Santa Croce per radunare dalla campagna i contadini che avrebbero contribuito alla rivoluzione. Altri ancora furono mandati incontro ai ribelli che dovevano giungere dai paesi vicini come San Ginesio, Cingoli, Montelupone, Treia, Montolmo, San Giusto, Montecassiano, Civitanova e Morrovalle. Tutti dovevano riunirsi presso il Convento dei Cappuccini vecchi per poi entrare in città.
All'ultima ora però del calcolato contingente si presentarono solo pochi contadini e degli uomini dei paesi limitrofi soltanto quelli di Filottrano e Morrovalle. Ciò accadde perché si era diffuso un clima di demotivazione tra il popolo a seguito della notizia dell'improvvisa guarigione del Papa; inoltre la polizia pontificia aveva numerose spie all'interno dei gruppi di rivoltosi e uno degli ideatori della rivolta, Cesare Giacomini, che ne conosceva bene le dinamiche, consegnò il piano al Delegato Apostolico. Nonostante il fallimento, uno dei rivoltosi ne approfittò per sparare due fucilate contro alcune sentinelle che erano di guardia, senza però ferirle. Al rumore scatenato sopraggiunsero le truppe di carabinieri con il loro capitano e i ribelli decisero di disperdersi. Dopo quella notte a causa del ritrovamento di numerosi manifesti di rivolta affissi nelle città iniziò una serie di interrogatori, perquisizioni, arresti e processi, che si conclusero nell'autunno del 1818. Dei trentasei imputati tredici furono condannati a morte, dodici alla galera a vita, sette a dieci anni e altri ancora a sette o cinque anni di prigione.
Nell'ottobre del 1820 cominciarono i lavori di costruzione dello Sferisterio, che serviva da stadio per il gioco del bracciale e altre attività, ma i lavori si fermarono per tre anni a causa di forti contrasti sulla scelta del progetto nella Società edificatrice; tale opera, costruita infine su progetto dell'architetto Ireneo Aleandri tra il dicembre 1823 e l'agosto del 1829, fu incastonata perfettamente tra Piazza Mercato, il quartiere le casette e la cocolla; per costruirla venne abbattuta la Porta Mercato, poi riedificata. Molti maceratesi presero parte nell'Ottocento alle campagne per l'indipendenza dell'Italia. Il 1º gennaio 1849 la città fu interessata dalla venuta di Giuseppe Garibaldi e della sua legione. Nonostante le iniziali riserve dovute alla cattiva fama dei suoi soldati, l'uomo fu accolto calorosamente dai cittadini, sempre più fiduciosi in una cacciata dello straniero. Già dopo pochi giorni infatti la popolazione si dimostrò contrariata dalla partenza dei garibaldini, insistendo per un prolungamento della loro permanenza. Piacque infatti il brio e l'animazione prodotta dalla presenza dei giovani e le botteghe poterono contare sulla richiesta di scarpe e vestiario per i soldati, aumentandone i prezzi. Nello stesso mese cominciò la campagna elettorale, pubblicizzata dal governo della Repubblica con l'eliminazione dell'opprimente tassa sul macinato. I cittadini maceratesi accolsero la pubblicazione dei decreti che sancivano le future elezioni con entusiasmo, votando anche lo stesso Garibaldi che però, con 2069 voti, arrivò solo tredicesimo. I maceratesi infatti preferirono i candidati della propria provincia a lui che invece appoggiava la Repubblica, considerata ancora un salto nel buio. Il 23 gennaio la legione garibaldina ripartì diretta a Rieti, portando con sé un positivo ricordo della cittadina che lo aveva accolto e dedicandole la battaglia del 30 aprile a Porta San Pancrazio.
Tra l'estate e l'autunno 1859 il movimento liberale maceratese andò rafforzandosi a seguito del tentativo di Garibaldi di annettere l'Italia centrale. Questi fu poi bloccato da Vittorio Emanuele II a causa dell'ostilità dei governi toscano e romagnolo. Comunque durante questo periodo i liberali maceratesi avevano guadagnato molti consensi dai cittadini, a partire dalla nobiltà e dalla borghesia fino alle classi più basse, ai preti e parte dell'arma dei carabinieri. A causa del rigido controllo poliziesco del governo papalino l'attività patriottica era limitata a raccolte di fondi e all'allestimento di manifestazioni liberali. Inoltre varie persone provenienti dal territorio maceratese aderirono all'organizzazione Cacciatori delle Marche, le cui attività principali consistevano nel salvataggio di persone ricercate dai commissari pontifici, nella partecipazione delle guerre d'indipendenza durante le quali catturarono 300 mercenari papalini dopo la disfatta di Castelfidardo. Il periodo subito precedente all'adesione al regno di Sardegna fu caratterizzato dal rafforzamento degli apparati militari da parte del comando pontificio, con il conseguente peggioramento delle relazioni fra militari e popolazione anche a causa dell'incapacità del Monsignor Achille Apolloni, delegato apostolico per la città, di gestire la situazione. Macerata infatti ospitava nel 1860 il primo reggimento di linea, uno squadrone di gendarmeria, due di artiglieria e degli squadroni di mercenari Irlandesi al servizio del papa. Proprio questi ultimi furono al centro di alcuni episodi violenti che si susseguirono nell'estate del 1860, incoraggiati dai cattivi rapporti che vi erano fra Maceratesi e militari: dopo aver aggredito due giovani donne, un ristretto numero di mercenari irlandesi si scontrarono con alcuni maceratesi giunti per difendere le ragazze, riuscendo infine a metterli in fuga. La sera del 17 giugno le tensioni fra maceratesi e irlandesi sfociarono in una rissa che riportò due feriti gravi. A seguito di ciò, la guarnigione degli irlandesi lasciò Macerata alla volta di Ancona
Dopo la battaglia di Castelfidardo, che vide l'esercito del pontefice sconfitto da quello dei Savoia, a Macerata venne istituita una giunta provvisoria di governo (20 settembre 1860) avente l'obiettivo di guidare la città fino al successivo plebiscito del 4 novembre 1860, che portò le Marche ad annettersi al neonato Regno d'Italia. Macerata, tuttavia, forse perché era stata da molto fedele al potere dei Papi, o forse perché fino ad allora aveva sempre tenuto in mano i poteri politici-amministrativi regionali, venne punita. Infatti l'università perse tre facoltà, passate ad Ancona, il Comando militare, anch'esso passato ai dorici e la Corte d'appello del tribunale. Chiaramente questo creò non pochi disagi alla città, che perse di colpo un prestigio esercitato in un piccolo stato e si ritrovò ad essere una piccola città in un grande Stato.
Veduta dell'ingresso di palazzo Compagnoni Marefoschi da largo donatori del sangue. Si nota, dietro, la mole della chiesa di San Paolo, attualmente adibita ad auditorium.
In questo secolo così travagliato occorre ricordare che in città fu costruito il nuovo manicomio in stile neoclassico e in cotto, la Loggia del Grano (1841) e ricostruita la facciata della chiesa di Santa Croce.
Il 9 ottobre 1860 Vittorio Emanuele II giunse a Macerata accolto da grandi festeggiamenti e dal commissario a capo della città, Luigi Tegas. Le votazioni, riguardanti l'annessione allo Stato liberale o la permanenza nello Stato Pontificio, si svolsero tra il 4 e il 5 novembre di quell'anno. Il voto espresse una pressoché totale aderenza agli ideali del Regno di Sardegna: su 4127 voti totali infatti il 99.44% di essi accolse favorevolmente l'annessione al Regno d'Italia. Essa si realizzò il 17 dicembre 1860, con un decreto firmato a Napoli da Vittorio Emanuele II.
Il nuovo Stato non è un sinonimo solo negativo per i maceratesi, che infatti cominciano ad appassionarsi alla nuova vita sociale e alla politica che gli viene offerta. Molti in città non possono votare, visto che il diritto al voto è legato al reddito, e una buona parte che ne ha diritto non vota seguendo il non expedit di papa Pio IX. Occorre però dire che nonostante tutto questo molti si appassionano alla politica e come a livello nazionale anche a livello comunale nascono le prime associazioni di mutuo soccorso, circoli (come quello garibaldino del Giardinetto) e partiti politici: repubblicano (che aveva poco seguito in città), liberale, seguitissimo da molti abitanti del centro e dai borghesi in genere, infine il socialista con i quartieri più popolani attratti da tali idee. I socialisti erano forti soprattutto negli storici quartieri rossi delle casette, che corrisponde come già detto all'odierno Corso Cairoli, e delle fosse, cioè Borgo San Giuliano. Con il nuovo arriva anche la tecnologia: l'erogazione dell'energia elettrica, che apre la strada dello sviluppo industriale e la ferrovia, che collega la città ad altri centri.

## Nel Novecento
Il secolo si apre con una lenta crescita demografica e con gli abitanti che pian piano incominciano a costruire case private anche fuori dalle mura. Tre quartieri cominciano a formarsi: il primo, di stampo borghese, è quello della zona della stazione, dove vengono edificate le case dei benestanti, un altro quartiere di benestanti è creato vicino a Piazza Dell'Armi (odierno stadio dei Pini) in due punti, uno dietro via Morbiducci (odierno Corso Cavour) ed un altro punto l'odierno viale Carradori, infine è ampliato il quartiere popolare di Villa Ficana, che sorge sul colle di Santa Croce. Sempre in questi anni si edificano la chiesa dell'Immacolata (1893–1917), situata in Corso Cavour e la chiesa di Corso Cairoli, nominata Sacro Cuore (1909–1913).
Nel 1905 si tenne a Macerata una monumentale esposizione regionale, che fu il primo evento espositivo organizzato nelle Marche dopo l'Unità d'Italia. Il progetto di allestimento si deve all'ingegner Federico Federiconi e all'ingegner Ugo Cantalamessa. Per il suo lavoro all'esposizione di Macerata. Federiconi fu nominato cavaliere dell'Ordine della Corona d'Italia. La mostra ebbe un notevole successo e fu considerato un modello per l'intera nazione. Per l'occasione gli ingegnere Federiconi e Cantalamessa fecero erigere un monumentale arco di trionfo effimero in stile barocco che occupava per una larghezza di 14 metri tutto corso Cavour. I padiglioni furono eretti lungo viale Puccinotti. Notevole anche il Padiglione delle Feste, considerato il simbolo dell'esposizione, e il lussureggiante giardino realizzato al centro del Campo Boario. L'esposizione aveva lo scopo di presentare la produzione industriale e artistica delle Marche. Tra gli eventi collaterali, in particolare se ne ricordano due: la "Mostra degli Archivi", volta a valorizzare il ricco patrimonio documentario custodito nei numerosi archivi storici comunali, organizzata dallo studioso boemo Lodovico Zdekauer, e la mostra di arte antica marchigiana.
La Guerra italo-turca rinfocolò gli attriti tra i partiti. che si trovarono alle prese con una grave crisi internazionale. Anche a Macerata ci furono contrasti tra gli interventisti del partito nazionalista, capeggiato da Mazzantini, e i neutralisti del partito socialista (che in realtà era diviso in due correnti); questa tensione sfociò in un'aggressione da parte dei socialisti ai nazionalisti durante una conferenza pro-intervento di Cesare Battisti. Molti Maceratesi presero parte alla Grande Guerra formando la Brigata Macerata di cui facevano parte il 121º Reggimento fanteria "Macerata" e il 122º Reggimento fanteria "Macerata", che si fece segnalare per il grande coraggio con cui andava in battaglia. Dopo la guerra, anche a Macerata, ci furono gravi problemi di ordine pubblico per motivi politici; infatti dopo la marcia su Roma i fascisti anche in città presero il potere e diedero la caccia ai nemici di sempre entrando dentro la sede dei socialisti, bruciando la casa del popolo e devastando alcune osterie del quartiere le casette. Per fortuna della città due podestà moderati (Benignetti e Magnalbò) evitarono gravi atti di intolleranza da parte delle squadracce, e promossero opere pubbliche. Nonostante questo nel 1926 si tenne in città il Congresso nazionale della FUCI con la partecipazione di monsignor Montini e si verificarono forti contestazioni da parte dei fascisti, preludio alla soppressione dei circoli di Azione Cattolica (1931).
Da menzionare le opere fatte in questi anni: Palazzo delle Poste (1922), Palazzo degli Studi (1931), lo Stadio della Vittoria (1926) dove giocava la Maceratese, l'adiacente Monumento ai Caduti (1928–1932) e con l'abbattimento del Porton Pio si ha la creazione della scenografica Piazza Della Vittoria che servì anche per facilitare la viabilità della zona, Palazzo del Mutilato (1938) infine è da menzionare il Palazzo del fascio (nel ventunesimo secolo vi è il catasto) sito in Piazza Mercato (Piazza Mazzini) appena dietro lo Sferisterio. Nel 1943 dopo la caduta del fascismo molti cittadini scesero in piazza per festeggiare, ma la felicità durò poco visto che l'occupazione nazista arrivò senza remore anche a Macerata. I bombardamenti degli alleati colpirono il quartiere di Corso Cavour (fu distrutta la Caserma Castelfidardo) e quello di Corso Cairoli (vicino c'era il Distretto militare mentre nel ventunesimo secolo è la sede dell'anagrafe e di altri uffici comunali) e non mancarono morti e feriti soprattutto fra le donne. La città di Macerata venne liberata il 30 giugno per mano di reparti di paracadutisti della Nembo e avanguardie del II° Corpo d’armata polacco, secondo alcune versioni, preceduti di qualche ora dai partigiani delle Bande Nicolò del Comandante Augusto Pantanetti. L'economia torna a girare soprattutto grazie all'agricoltura, al commercio e al terziario vero motore economico della città nel Novecento. Intorno agli anni cinquanta il problema principale fu quello di trovare un tetto per i moltissimi sfollati così si ampliarono diverse zone (le Casette, le Fosse, Ficana e le Vergini) e si crearono nuovi quartieri popolari come: la Pace, le Casermette (cioè San Francesco), il rione Marche e nei decenni successivi le Due Fonti, Collevario e Colleverde. Negli anni ottanta la città tocca il suo massimo picco demografico grazie anche all'edificazione di case popolari a Piediripa, Sforzacosta e Villa Potenza. Nei primi anni novanta come in gran parte d'Italia arriva una ventata d'immigrazione segnata da buona integrazione.

## Nel XXI secolo
La città è caratterizzata da una certa qualità della vita che la rende una fra le più vivibili grazie anche alle molte aree verdi situate in diverse zone: i Giardini Diaz, Villa Lauri, il Sasso d'Italia e vari piccoli spazi verdi che sono presenti in tutti i quartieri cittadini. Nel 2006 sono iniziati i lavori per la realizzazione della galleria di collegamento tra la zona di Due Fonti e Fontescodella; i lavori sono stati ultimati a fine 2007 e l'apertura è avvenuta nel novembre 2008. Tale opera, la più importante degli ultimi decenni, rende più rapida la viabilità tra la valle del Potenza a quella del Chienti, evitando di attraversare l'area centrale della città.
Nel 2015 viene riposizionato il prestigioso orologio astronomico sulla facciata della torre civica, accompagnato dal carosello dei Magi che sfilano davanti alla Madonna col Bambino insieme all'angelo.
Nel 2016 viene inaugurato l'Orto dei Pensatori, uno spazio dedicato al festival, teatro e cinema e alla socializzazione, allestito nel cortile delle ex carceri di via Illuminati.
Nel 2018 Macerata viene inclusa nel distretto turistico della Marca Maceratese. Nello stesso anno, nel corso della campagna elettorale per le elezioni politiche, ha avuto luogo un attentato di stampo razziale, con diversi feriti.